# Wilhelm Harnisch (Pädagoge)
Christian Wilhelm Harnisch (* 28. August 1787 in Wilsnack; † 15. August 1864 in Berlin) war ein deutscher Theologe und Pädagoge. Er gilt u. a. als „Vater der Heimatkunde“ (bei ihm noch „Heimathskunde“ genannt, 1816). Er hinterließ ein umfangreiches pädagogisches und didaktisches Werk und förderte in der ersten Hälfte des 19. Jahrhunderts die seminaristische Lehrerausbildung der Volksschullehrer.

## Leben

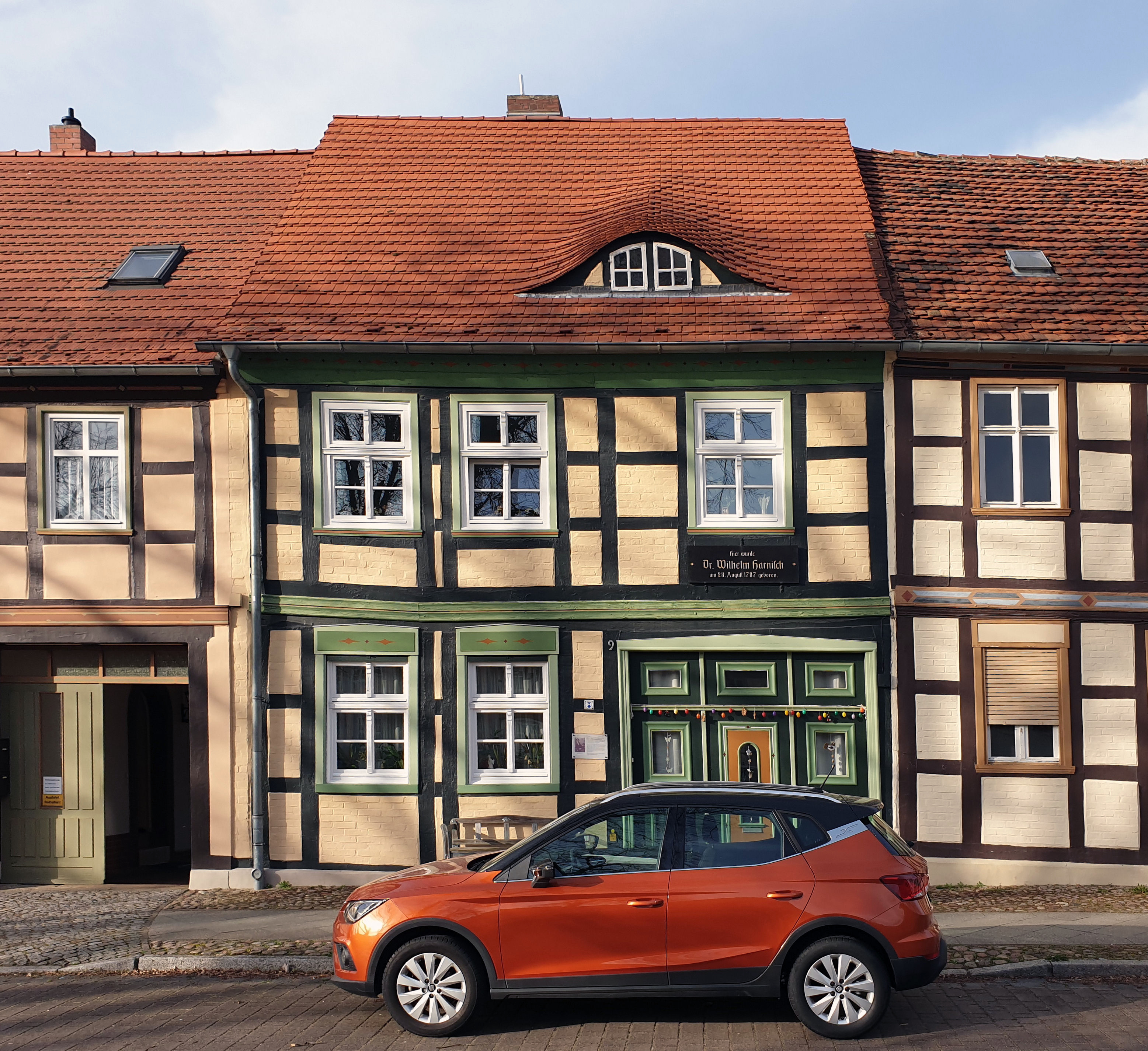
Geburtshaus in Bad Wilsnack

Harnisch war der Sohn des Ackerbürgers und Schneidermeisters Christoph Harnisch und dessen Ehefrau Elisabeth Hopfe. 1800 wurde der 13-jährige Harnisch Gymnasialschüler in Salzwedel und blieb dies bis 1806. Im Wintersemester des gleichen Jahres begann Harnisch an der Universität Halle mit dem Theologiestudium, das er jedoch schon bald der Koalitionskriege wegen abbrechen musste.
Während dieser Zeit verdiente sich Harnisch seinen Lebensunterhalt als Hauslehrer, u. a. auf Empfehlung von Karl Dietrich Hüllmann bei der Familie von Waldow auf Dannenwalde nördlich von Berlin, und setzte sein Studium so bald als möglich an der Universität Frankfurt/Oder fort; zum Examen pro triennio bei Gotthelf Samuel Steinbart.
In Berlin machte Harnisch auch Bekanntschaft mit den revolutionären pädagogischen Gedanken Johann Heinrich Pestalozzis, die er 1810 über Johann Ernst Plamann an dessen Plamannschen Anstalt kennenlernte. Einige Zeit wirkte Harnisch nun selbst an dieser Schule.
1812 berief man Harnisch als Dozent an das Lehrerseminar nach Breslau, wo er zehn Jahre lang amtierte. Seine bisherigen pädagogischen Erfahrungen konnte er unter dem Titel Deutsche Volksschulen, mit besonderer Rücksicht auf die Pestalozzi’schen Grundsätze in diesem Jahr ebenfalls veröffentlichen.
Mit Ernst Moritz Arndt, Friedrich Friesen und Friedrich Ludwig Jahn schloss er Freundschaft und trotz zum Teil kontroverser Ansichten – gerade zu Jahn, dem Begründer der Turnbewegung – blieb diese Freundschaft bestehen.
In Breslau heiratete Harnisch auch seine erste Ehefrau, Ulrike Marie Tusch (1788–1842). Mit ihr hatte er eine Tochter und vier Söhne.

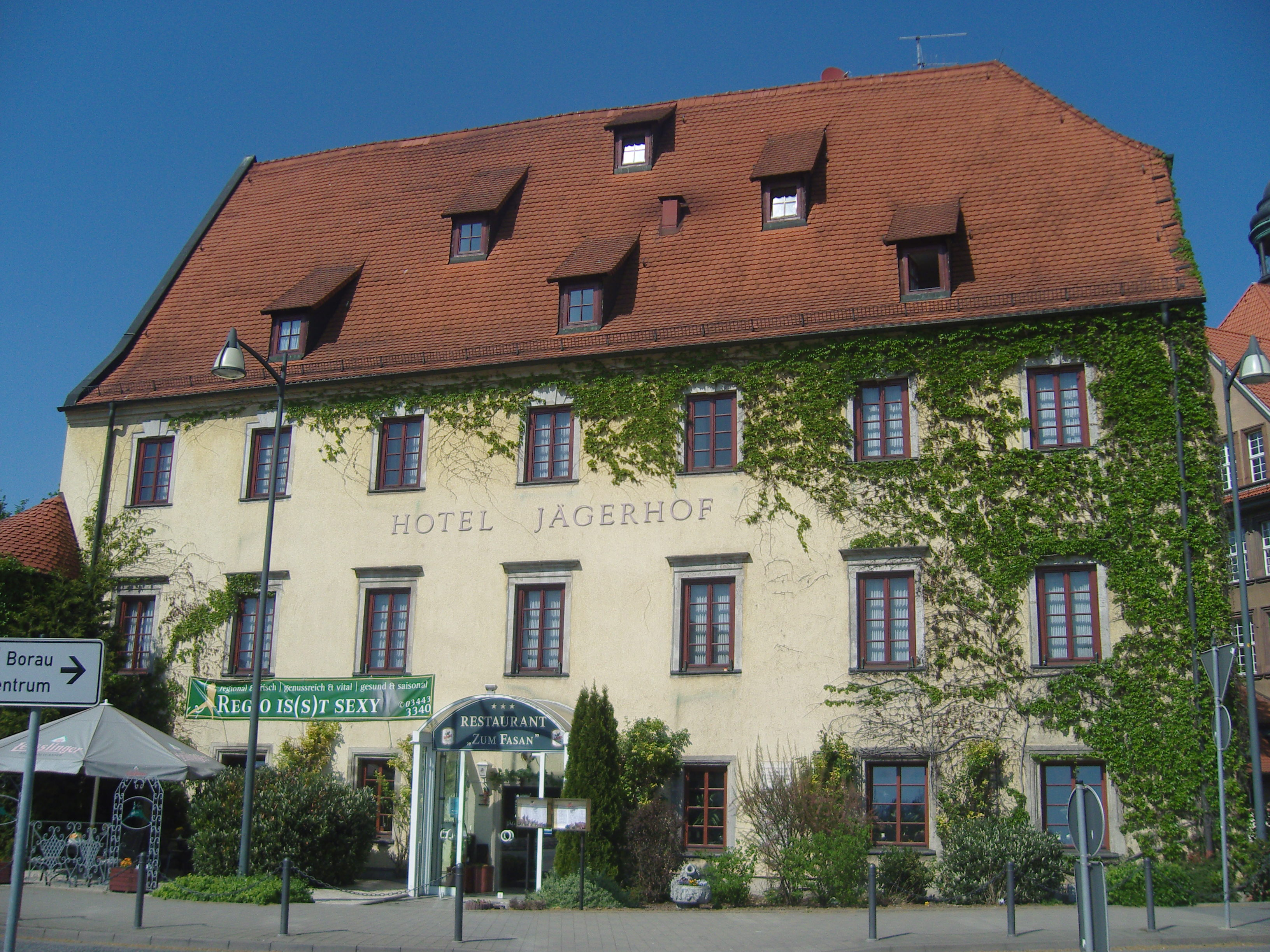
Wohnhaus in Weißenfels

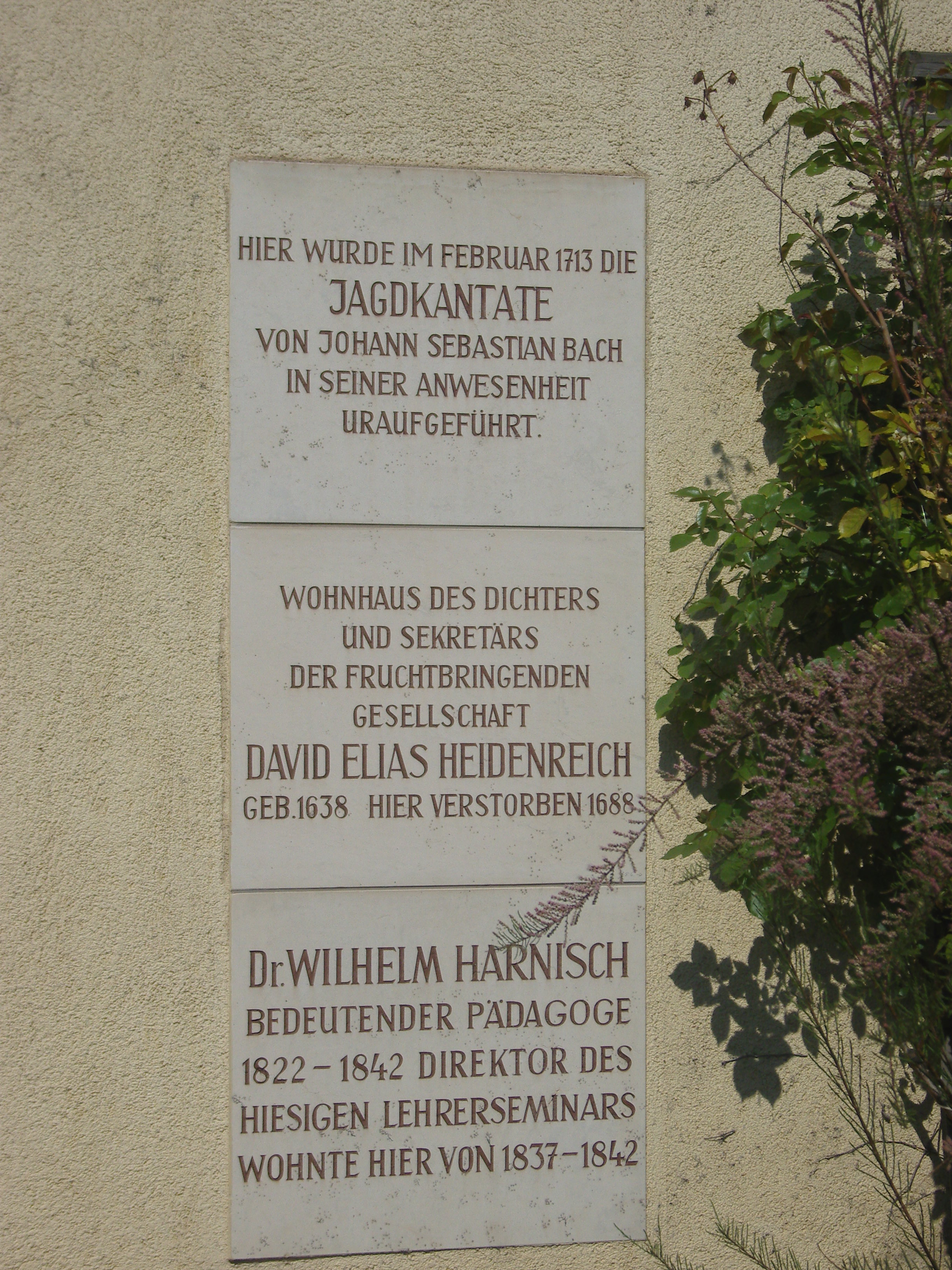
Gedenktafel am Wohnhaus in Weißenfels

Im Jahr 1822 betraute man Harnisch mit der Leitung des Lehrerseminars Weißenfels. Mit der Beförderung war aber auch die Aufgabe verbunden, dieses Seminar neu zu organisieren und durch diese Umstrukturierung eine Vorbildfunktion für ganz Deutschland zu schaffen. In den nächsten zwanzig Jahren sollte er das Lehrerseminar, das zum Zeitpunkt seiner Amtsübernahme nicht in dem besten Ruf stand, in ganz Deutschland und darüber hinaus bekannt machen.
Harnisch verfasste eine Vielzahl didaktischer Schriften und führte neue Fächer, wie die Weltkunde in die Stundentafel der Volksschule ein. Grundlage und Bestandteil dieser Weltkunde war seine „Heimathskunde“. Als Geographie ist diese auch heute noch ein integraler Bestandteil der schulischen Allgemeinbildung. Auf seine Initiative und durch sein organisatorisches Talent erweiterte sich das Seminar beständig. Weitere Institutionen, wie die Taubstummenanstalt, die Präparande zur Vorbereitung künftiger Seminaristen oder die Seminar- und Freischule wurden angegliedert.
Bereits während dieser Zeit lobten Schüler wie Lehrer den Unterricht als anregend, begeisternd und erhebend. Von Weißenfels aus unternahm Harnisch zahlreiche Reisen durch die Provinz Sachsen, machte sich dadurch mit dem Volksschulwesen vertraut und gab vielfältige Impulse zu dessen Entwicklung.
1837 konnte Harnisch sein 25-jähriges Dienstjubiläum feiern; viele seiner ehemaligen Schüler und Kollegen brachten Gratulationen dar.

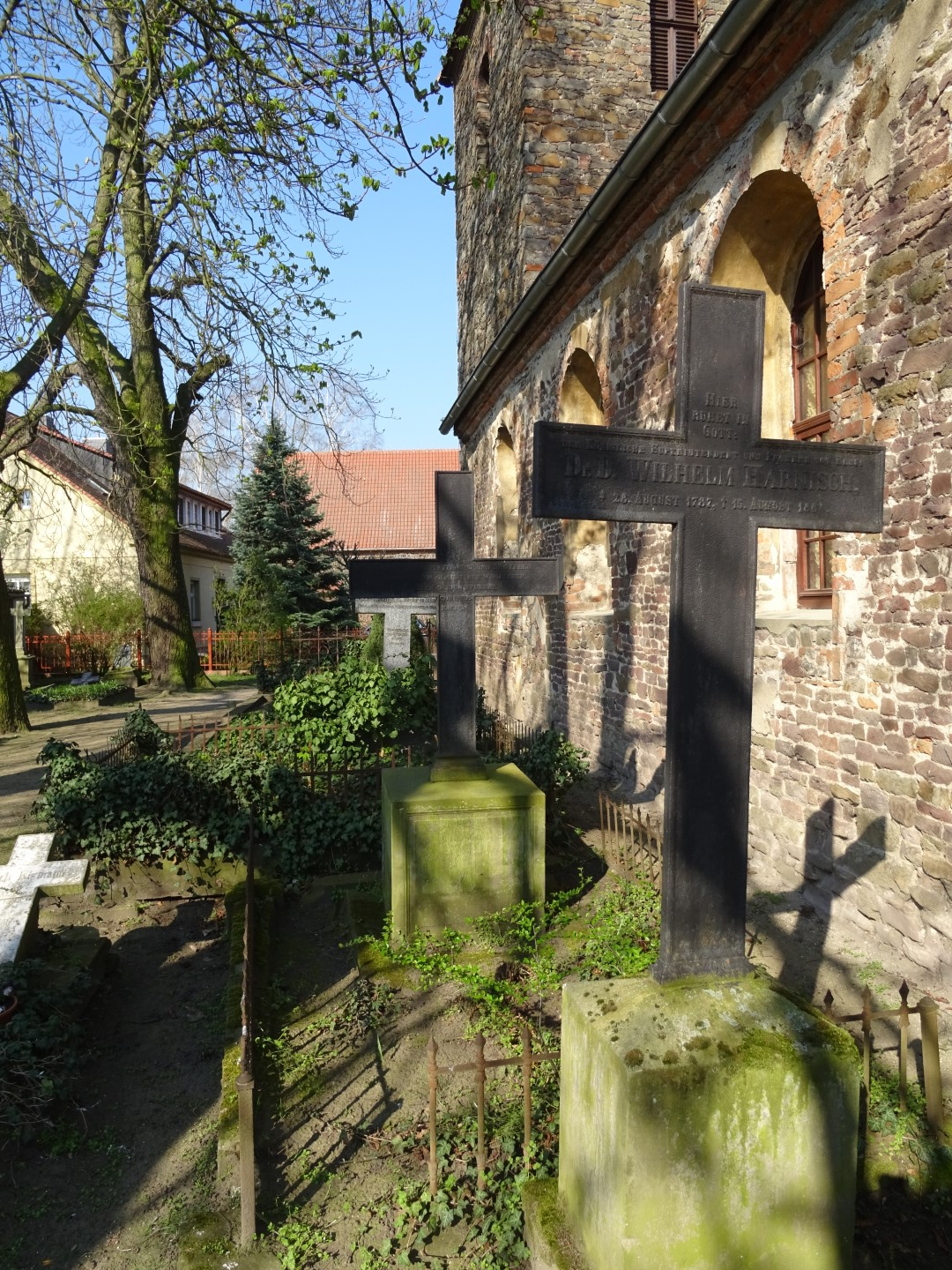
Grabstätte an der Dorfkirche Elbeu – Wirkungsstätte ab 1842

1842 wurde Harnisch die Pfarrstelle an der Dorfkirche Elbeu in Elbeu angetragen, die er auch sofort übernahm. Dort starb dann am 31. Oktober desselben Jahres seine Ehefrau, Ulrike Marie, im Alter von 54 Jahren und 3 Monaten an einem Lungenschlag. Sie hinterließ einen Witwer und vier Kinder, wovon zwei noch minderjährig (minorenne) waren. Wilhelm Harnisch vermerkte dazu im Kirchenbuch, dass er mit ihr „über 30 Jahre verheirathet“ gewesen sei.
Zehn Jahre später heiratete Harnisch am 6. September 1852 im Alter von 65 Jahren ein zweites Mal. In Benndorf bei Merseburg ehelichte er die 37-jährige Sophie Pauline, eine Tochter des Pastors Christian Gottfried Künzel und dessen Ehefrau Sophie Heuckenrott. Die Trauung wurde vom Brautvater, Pastor in Benndorf, vorgenommen. Seinen Stand gab der Bräutigam mit „D. th. u. ph. (= Doktor der Theologie und Philosophie), Ritter d. r. A. O. (= Ritter des Roten Adler-Ordens), Pfarrer hierselbst“ an.
Anderthalb Jahre später, am 10. März 1854, wurde ihm von seiner Frau Pauline noch ein Sohn geboren, der am 19. April 1854 auf den Namen Friedrich Wilhelm getauft wurde.
Als Wilhelm Harnisch am 15. August 1864 an einem Lungenschlag starb, vermerkte sein Nachfolger Pfarrer Emil Westermeier als Stand des Verstorbenen „Doct. d. Theologie, Superintendent a. d., Pastor emer.“ im Kirchenbuch. Wilhelm Harnisch hinterließ „eine Wittwe mit einem minorennen Sohn“ sowie „drei majorenne Söhne erster Ehe“. Er wurde, obwohl er in Berlin gestorben war, am 18. August in Elbeu begraben.
Bis zu seinem Tod hatte er von seiner Autobiographie nur den ersten Teil Mein Lebensmorgen vollenden können.

## Schriften (Auswahl)
- Deutsche Volksschulen, mit besonderer Rücksicht auf die Pestalozzischen Grundsätze. 1812.
- Das Leben des fünfzigjährigen Hauslehrers Felix Kaskorbi oder Die Erziehung in Staaten, Ständen und Lebensverhältnissen ..., 2 Bände. Wilibald August Holäufer, Breslau 1817.
- Handbuch für das deutsche Volksschulwesen. Grass, Barth und Komp., Breslau 1820 (Leipzig: bei Ambrosius Barth). 2. veränderte Aufl. 1829, Nachdruck: Verlag Beyer, Langensalza 1893.
- Die wichtigsten neuen Land- und Seereisen für die Jugend und andere Leser bearbeitet, 16 Bände. Verlag von Gerhard Fleischer, Leipzig 1821–1831 (und weitere Neuauflagen).
- Lebensbilder aus dem Preußischen Sachsenlande. Weißenfels 1827.
- Der gesunde Volksschullehrer. Verlag Reichardt, Eisleben 1835.
- Das Weißenfelser Schullehrerseminar und seine Hülfsanstalten. Ein kleiner Beitrag zur Geschichte der Seminarien, der Volksschulen und der Taubstummenanstalten, als ein tatsächliches Lehrbuch. Lüderitz, Berlin 1838.
- Luthers kleiner Katechismus. Christlicher Verein, Eisleben 1844.
- Mein Lebensmorgen – Zur Geschichte der Jahre 1787–1822 (Teil einer Autobiographie, Fortsetzung nicht erschienen). Verlag von Wilhelm Hertz, Berlin 1865.

Wilhelm Harnisch gab auch mehrere frühe (volksschul-)pädagogische Zeitschriften heraus, zum Beispiel:
- (zusammen mit Daniel Krüger): Der Schulrath an der Oder ... Breslau 1814ff
- Der Volksschullehrer; eine Zeitschrift für alle, die in Deutschland leitend und lehrend im christlichen Volksschulwesen arbeiten ... Eduard Anton, Halle 1824–1828.

In der Berliner Staatsbibliothek sind weitere Werke von Wilhelm Harnisch vorhanden.